# Marco Villa
Marco Villa (født 18. juli 1978 i Düsseldorf) er en tysk fodboldspiller.

## Karriere
Villa spillede fem sæsoner i Bundesligaen for Borussia Mönchengladbach og Nürnberg. Han blev den yngste spiller til at score for Borussia Mönchengladbach i ligaen, da han den 6. september 1996 scorede mod Hamburger SV i en alder af 18 år og 50 dage.

## Privatliv
Villa var bedste ven med den tyske landsholdsmålmand Robert Enke, der begik selvmord den 10. november 2009.